# Мампрули
Мампрули (также мампруле, мампелле) — язык народа мампруси, проживающего на северо-востоке Ганы, а также в прилегающих приграничных районах Того. Число носителей на 2004 год составляет 220 000 человек. Выделяют 2 диалекта: восточный и западный. Близкородственен языкам дагбани и фарефаре, лексика совпадает на 90-95 %. Имеет довольно стабильное положение, используется всеми возрастными группами.
| Алфавит мампрули | Алфавит мампрули | Алфавит мампрули | Алфавит мампрули | Алфавит мампрули | Алфавит мампрули | Алфавит мампрули | Алфавит мампрули | Алфавит мампрули | Алфавит мампрули | Алфавит мампрули | Алфавит мампрули | Алфавит мампрули | Алфавит мампрули | Алфавит мампрули | Алфавит мампрули | Алфавит мампрули | Алфавит мампрули | Алфавит мампрули | Алфавит мампрули | Алфавит мампрули | Алфавит мампрули | Алфавит мампрули | Алфавит мампрули | Алфавит мампрули | Алфавит мампрули | Алфавит мампрули | Алфавит мампрули | Алфавит мампрули | Алфавит мампрули | Алфавит мампрули | Алфавит мампрули | Алфавит мампрули | Алфавит мампрули | Алфавит мампрули | Алфавит мампрули | Алфавит мампрули |
| ---------------- | ---------------- | ---------------- | ---------------- | ---------------- | ---------------- | ---------------- | ---------------- | ---------------- | ---------------- | ---------------- | ---------------- | ---------------- | ---------------- | ---------------- | ---------------- | ---------------- | ---------------- | ---------------- | ---------------- | ---------------- | ---------------- | ---------------- | ---------------- | ---------------- | ---------------- | ---------------- | ---------------- | ---------------- | ---------------- | ---------------- | ---------------- | ---------------- | ---------------- | ---------------- | ---------------- | ---------------- |
| A                | Aa               | B                | D                | E                | Ee               | Ɛ                | F                | G                | Gb               | Gy               | H                | I                | Ii               | K                | Kp               | Ky               | L                | M                | N                | Ny               | Ŋ                | Ŋm               | O                | Oo               | Ɔ                | P                | R                | S                | T                | U                | Uu               | V                | W                | Y                | Z                | '                |
| a                | aa               | b                | d                | e                | ee               | ɛ                | f                | g                | gb               | gy               | h                | i                | ii               | k                | kp               | ky               | l                | m                | n                | ny               | ŋ                | ŋm               | o                | oo               | ɔ                | p                | r                | s                | t                | u                | uu               | v                | w                | y                | z                |                  |